# Ворвік (Квебек)
Ворві́к (фр. Warwick) — місто у провінції Квебек (Канада), частина регіонального муніципалітету Атабаска. Розташоване у адміністративному регіоні Центр Квебеку.
За однією з легенд, вважається «батьківщиною» знаменитої квебекської страви путін.
20 квітня 2007, місто офіційно зареєструвало торгову марку «Warwick, capitale des fromages fins du Québec» («Ворвік, столиця вишуканих сирів Квебеку»).